# 이범승

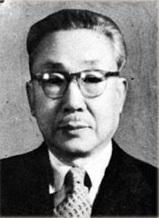
이범승

이범승(李範昇, 1887년 음력 8월 29일 ~ 1976년 9월 3일, 충남 연기)은 일제강점기와 미 군정기의 관료이며, 제2대 국회의원과 참의원을 지낸 대한민국의 관료, 정치인, 사회운동가이다. 일제 강점기인 1919년 9월부터 도서관 설립 운동, 홍보 활동을 하였고, 해방 이후에도 도서관 설립 운동, 책읽기 운동을 추진하였다. 해방 직후 초대 경기도 경성부 부부윤과 1945년 10월부터 1946년 6월까지 경기도 경성부윤을 역임하였다. 정부수립 이후에는 제2대, 5대 2선 국회의원이었다.
1918년~1920년 남만주철도회사에 재직했고, 남만철도회사 재직 중 교토제국대학 법학과를 수학했다. 그는 1919년 9월 종로에 일본인이 운영하던 유료 도서관을 인수하여 종로 경성도서관을 설립하고 운영하였으며, 아동, 문화 강좌를 개설하기도 했다. 1921년에는 경영난에 빠진 취운동의 취운정 경성도서관을 인수, 같이 운영했다. 1926년 경영난으로 도서관을 경성부에 기증하여, 후일 서울시립종로도서관의 전신이 되었다. 그는 또한 한국 최초로 도서관 아동열람실을 설치하기도 했다. 1926년 9월 고등관 시험에 합격하여 사무관이 되고 조선총독부 식산국 농무과, 임야조사위원회, 황해도청 산업과장, 경상북도 산업부 산업과장으로 재직하다 1936년 사직했다. 해방 직후 경기도 양주의 치안활동에 참여하다가, 경성부 부부윤, 양주경찰서장, 서울시장 등을 역임했다. 대한민국 정부 수립 이후 변호사로 활동하다가 1952년 제2대 국회 민의원 보궐선거에 당선되어 2대 민의원으로 활동했고, 1960년 제5대 국회 참의원에 당선되었으나 5.16 군사 정변으로 국회가 해산되면서 물러났다.
그는 도서관학이나 문헌정보학을 전공하지는 않았으나, 조선 내 각 대학, 학교들의 열악한 도서시설을 보고 도서관 설립의 필요성을 느껴 대중에게 공개, 개방하는 무료 도서관을 최초로 경영하였다. 본관은 전주(全州)이고, 아호는 지우(至愚)이다.

## 생애

### 초기 활동
1887년(고종 24년) 음력 8월 29일 충청남도 연기군(현 세종특별자치시)에서 태어났다. 그의 가계는 조선의 왕족 출신으로, 그는 세종대왕의 다섯째 아들 광평대군 이여의 17대손이 된다. 후에 그는 연기군을 떠나 경성부 창신동 590번지로 이주했다가 장년에는 경기도 양주군 의정부읍으로 소개하였다가 원서동, 용강동, 정능동으로 이주하였다.
고향 연기군에서 한학을 수학하다가 1905년 일본으로 유학, 나고야의 일본 제8고등학교에 입학하여 1913년 7월 졸업하고 같은 해 8월 교토 제국대학 법과대학 법률과에 입학하여 독법학을 수학했다. 1918년 7월 교토 제국대학 법과를 졸업한 뒤 그해 9월 교토 제국대학 대학원에 진학, 장학생으로 법제사와 조선법제사를 전공하였다. 1918년 무렵 그는 조선에도 도서관을 설립해야겠다는 뜻을 품고, 도서관에 관련된 것을 연구하기 시작하였다.
1918년 7월 교토제국대학 법학과를 졸업하고, 9월에 동대학의 대학원으로 진학하여 법제사를 연구하고 1919년 7월 수료했다.

### 일제 강점기 활동

#### 회사원 생활과 도서관 설립 운동
대학원 재학 중 만주로 건너가 만주국 철도국에 입사하였으나 얼마 뒤 그만두었다. 곧 1918년 9월 남만주 철도주식회사에 입사하였다. 1919년 9월부터 그는 도서관 설립의 필요성을 주장하며 조선을 수시로 오가며 도서관 설립 운동, 홍보 활동을 하였다. 남만철도회사에는 입사한지 2년만인 1920년 6월에 그만두고 조선으로 돌아왔다. 보성전문학교 강사를 잠시 지내다가 잠시 조선총독부 식산국에서 근무했다.
그는 우연한 기회에 독서하는 장면을 보고 조선에도 도서관을 세워야 되겠다고 결심한다. 도서관 설립의 필요성을 느낀 그는 조선총독부의 공보국, 학무국 관계자와 시학담당을 상대로 도서관 설립을 건의하게 된다.
1921년에 이범승이 총독부로부터 건물을 대여받아 세운 서울 종로구 종로 탑골공원 옆의 종로 경성도서관은 현 서울시립종로도서관의 전신이다. 3·1 운동 이후 문화 통치 시기에 대한 한 연구에 따르면, 이범승은 1924년부터 1926년까지 사이토 마코토(齋藤實) 총독을 11회 면회하여 면담 빈도가 높은 인물에 속한다. 이범승은 이 무렵 최린(崔麟), 유성준(兪星濬), 고원훈(高元勳) 등과 함께 조선민립대학기성회에 참여하며 문화운동과 관련하여 활발한 활동을 했다. 도서관의 설립을 결심한 그는 노동과 아르바이트 등으로 도서관 개설 자금을 마련한다.
그는 취운동에 있던 취운정 경성도서관을 인수하여 운영했다. 취운동의 경성도서관은 1920년 윤익선(尹益善) 등이 1909년 경성일본인 상업회의소 서기장 야마구치 세이(山口精)가 다년간 수집한 도서로 설립한 사설 문고의 장서를 매입, 인수하여 종로구 가회동의 취운정(翠雲亭)에 경성도서관이라는 이름으로 설립하였다. 이범승이 세운 종로 경성도서관과는 같은 이름이었으나 소재지는 달랐다. 윤익선 등이 세운 취운정 경성도서관 역시 재정난으로 운영이 어려워지고 이를 인수하려는 인사가 없자, 이범승이 이를 인수하여 자신이 운영하는 종로 경성도서관의 분관으로 운영하였다. 이후 윤익선에게 취운정 분관을 운영하게 했다.

#### 도서관 설립 운영
1919년 그는 조선총독부 학무국에 도서관 설립을 허용해줄 것을 건의하였다. 그러나 총독부 학무국은 인허가를 내주지 않았고, 그는 1919년 4월 29일 매일신보사 대표이사 아베 노부유키(阿部信行)에게 조선에 도서관을 설립하는 것을 도와달라고 호소, 조선에 도서관을 설립하는 일이 왜 필요한가를 설득하는 장문의 긴 편지를 보냈다. 1919년 5월 17일부터 1919년 5월 23일까지 일주일 동안 조선총독부 학무국에 “도서관 설립 희망”이라는 주제로 어느 일간지에도 소개되었다.
3.1 운동 직후 무단통치에서 문화통치로 통치기술을 바꿔야 된다는 일부 일본 지식인들의 건의와 함께 총독부의 정책이 변경되자, 그는 계속해서 총독부에 도서관 설치를 건의하였다.
그는 2년간 조선총독부 학무국을 계속 설득, 1921년 총독부는 그에게 도서관 설립, 운영 허가를 내준다. 그는 야마구치 비(山口 精)가 1909년(융희 3년) 경성 종로에 설립한 경성문고를 인수하여 무료 도서관으로 개방하였다. 동시에 그는 한국 최초로 도서관 어린이열람실을 설치하여 아동, 청소년 전용 도서시설을 시행하였다. 조선총독부를 상대로 도서관 설립을 설득해서 허락을 얻은 사연은 곧 동아일보, 매일신보 등에도 보도되었다.
도서관 설치와 동시에 그는 문화 강좌를 운영하였다. 그는 특별히 소파 방정환과 정홍교(丁洪敎) 등을 초빙하여 5세 이상 어린이와 보통학교(초등학교) 저학년 학생들을 대상으로 한 동화회를 개최하였고, 주말을 이용한 문화강좌를 준비, 부인과 여성들을 대상으로 한 학술, 위생, 가사 등의 강사를 초빙하여 강좌를 개설하였다. 그는 사정상 학교로 진학하지 못하는 어린이, 청소년들을 대상으로한 일본어, 국어, 산수, 과학 등의 기초교육 프로그램을 2년 단기 과정으로 진행하였다. 야간에도 도서관을 개방, 조선여자청년회 등에 아동열람실을 무료로 대여하여 학교를 다니지 못한 부인과 여성들에게도 강의를 개설하였다.

#### 사회 활동
1921년 6월 조선인산업대회 발기준비회 준비위원이 되고, 7월 조선인산업대회 위원이 되었다.
1923년에 취운정 분관을 같이 운영하던 윤익선이 만주 간도에 사립중학교인 간도 동흥중학교(間島東興中學校)를 설립, 교장으로 부임하여 떠나면서 취운정의 분관은 문을 닫고, 취운정 분관의 도서는 종로의 본관으로 이관되었고, 이범승은 홀로 경성도서관을 운영하게 되었다. 1923년 3월 윤치호, 조만식, 안재홍, 송진우 등과 함께 조선민립대학기성회에 발기인의 한 사람으로 참여하였으며 민립대학기성회 회원으로도 가입, 활동하였다. 4월 보성전문학교의 강사가 되었다. 1923년 11월 경성부 부협의회 의원 선거에 입후보, 출마했다가 낙선하였다. 1924년 4월 경성부 학교비평회 위원이 되었다.
1924년 4월 반일운동 배척 단체인 동민회에 가입하고 평의원이 되었으며 본부 이사도 겸하여 동민회 이사 겸 평의원이 되었다. 1925년 3월 경성부교육회 평의원에 선출되고, 같은 해 5월 경기도교육회 대의원에 선출되었다. 1926년 7월 다시 동민회 평의원이 되어 1929년 4월까지 활동했다.
그는 무료 도서관을 운영하며 자신의 사재를 투자했지만 경영난과 은행부채 등에 시달렸다. 결국 일부 언론과 조선청년 학생들의 호소에도 불구하고 운영난을 해결하지 못하고 결국, 그는 1926년 도서관을 경성부에 기증하게 되어, 경성부립도서관 종로분관으로 개칭되었다.

### 일제 강점기 후반
자신이 세운 경성도서관을 경성부에 기증한 후, 그는 1927년 조선총독부 식산국 농무과에 취직하였다. 이후 총독부 농무과 사무관, 조선총독부 임야조사위원회 위원(林野調査委員會 委員) 등을 역임했다. 1929년 4월 조선박람회 사무위원이 되었다. 1930년 1월부터 32년 2월까지 조선총독부 임야조사위원회 위원에 위촉되었다. 1931년 11월 단군신전봉진회 고문에 위촉되었다.
1932년 2월 황해도청 내무부 산업과장, 겸임 황해도청 물산진열관이 되고, 이후 황해도청 내무부 이사관, 경상북도청 이사관 등을 지내고, 1936년 5월 경상북도청 산업부 산업과장을 거쳤다. 그밖에 경성부 학교 평의회 의원으로도 활동하였다. 1936년 6월 사직서를 제출했으나 반려되었다. 6월 휴직 신청하고 휴직, 대기발령했다가 1938년 6월 휴직 만기가 되었으나 복직하지 않고 다시 사직서를 제출, 의원면직되었다. 이후 도서관 설립 운동 및 전국민 독서하기 운동, 1인 1독서 운동을 추진하였으며, 전국민 독서하기 운동, 1인 1독서 운동에 대한 홍보활동, 순회강연 등을 다녔다.
1939년 11월 조선유도연합회 평의원이 되었다. 1940년 5월 조선총독부에서 창씨개명령이 포고, 6개월의 계도기간을 거쳐 창씨개명이 단행되었지만 그는 창씨개명을 거절했다. 1940년 9월 경성에서 변호사사무실을 개업하였고, 1941년 5월 명륜전문학원 강사가 되었다. 그는 조선총독부 공보국으로부터 각종 자원병, 모집병, 학도병 관련 권고문을 내줄 것을 요청, 연락받았지만 거절하거나 회피하였다.

### 해방 이후

#### 미군정기 공직 활동

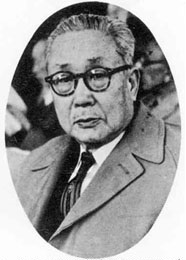
이범승

1945년 8월 16일 광복 직후, 그는 거주하던 경기도 양주군 양주면(현 의정부시)에서 자치위원장에 추대되었다. 동시에 그는 경성부 부부윤으로 추대되었다. 9월 2일 미 군정에 의해 경기도 양주경찰서장에 임명되었다. 그러나 그해 10월에 그는 양주경찰서장직을 사퇴하였다. 양주경찰서장 사직은 11월 13일부로 윤홍병이 부임하면서 사직처리된다.
미군정 하에서 김창영(金昌永)에 이어 두 번째 서울 시장에 올라 1945년 10월부터 1946년 5월까지 재직했다. 당시는 서울이라는 이름이 확정되기 전이었으며, 이범승은 한성이라는 이름이 좋다면서 스스로를 한성시장으로 불렀다. 서울특별시장에 취임하자마자 그는 가장 먼저 서울시립도서관 설치 조례의 제정을 추진, 지시하였다. 특히 그는 자신이 인수하여 운영하던 종로의 경성도서관을 경성부립도서관 종로분관에서, 경성부립종로도서관(현 서울시립종로도서관)으로 승격시켰다.
1945년 11월 서울시 인민위원회에서 이범승의 서울시장직을 반대하는 운동을 벌였다가 피검되기도 했다. 11월 13일 경성부청 간부 및 윤보선 등 저명인사들을 대동하고 대한민국 임시정부 김구 및 귀국 인사들을 환영하러 김포비행장에 가서 임정 요인을 영접하였다.
1946년 고려대학교 법학과 강사로 출강하였다.

#### 군정기, 정부 수립 초기 활동
1946년 서울시의원 후보로 입후보하였으나 낙선하였다. 1946년 2월 14일 기미독립선언기념준비회 증선위원에 선출되어 독립기념관 건립 운동에 참여하였다. 3월 3일 서예 습작교육 운동과 서예 전람회, 강연회 등을 후견하는 대동한묵회(大東翰墨會)의 조직, 창립에 참여하고, 참여이사에 선출되었다. 그해 5월 9일 신병을 이유로 서울시 미군정장관 윌슨에게 사직서를 제출, 수리되었다. 그해 8월 16일 경성부 본정 5정목 55번지에서 변호사 사무실을 개업하였다. 정구영 등과 함께 경성법조회 창립에 참여했고, 조선법학회 설립에도 참여하여 12월 3일 조선법학회 회장에 피선되었다. 1947년 서울시 대의원 후보로 입후보하였으나 낙선하였다.
1947년 그는 인권 운동에도 참여하였다. 1947년 4월 미국인권옹호연맹 볼드윈의 후견하에 정구영, 이홍종 등과 함께 한국인권옹호연맹을 조직, 4월 23일]] 경성부 조선호텔에서 한국인권옹호연맹을 결성, 조직하고 인권연맹 위원에 선출되었다. 이후 해방 정국 각처에서 발생하는 정치테러 사건에 대한 진상과 피해사실을 조사하였다. 그해 10월 국제연합(UN) 조선지회 이사에 위촉되었다. 조선적십자회 서울지사 지사장에 위촉되었다.
1947년 6월 20일 경성지방법원에서 경성법조회, 조선변호사회 공동으로 미소공위에 참석할 대표자를 선출할 때, 그는 조선변호사회 서울지회 대표의 한사람으로 선출되었다. 6월 22일부터 10월 21일까지 제2차 미소공동위원회에 참석하는 한국인 대표자 중 변호사협회 서울지부 대표자의 1인으로 선발되어 참석하였다. 같은 해 12월 국제연합 조선준비위원단 환영준비위원회 위원이 되었다.
1948년 4월 미 군정 윌리엄 F. 딘 군정장관은 노동문제 조절을 목적으로 한 미군정 노동조정위원회를 구성하고, 그를 노동조정위원회 운영위원으로 임명하였다. 4월 26일 조선법조회를 탈퇴하고, 같은 날 조선법학회 임원 선거에서 법학회 회장에 재선임되었다. 이후 1949년 9월 24일 초대 대한적십자사 서울특별시지사 사장에 선출되었다..1949년 10월 대한적십자사 법률고문에 위촉되었고, 6.25 전쟁 중이던 1950년 12월에는 6.25 부역자심사위원회 경기도지구 심사위원에 위촉되었다. 이후 서울시변호사협회 회장을 지냈다.

#### 2대 국회의원과 3대 낙선, 5대 국회의원
이긍종(李肯鍾) 사망으로 인한 1952년의 제2대 국회 보궐선거 때 고향인 연기에서 무소속으로 출마하여 당선되었으며, 2대 국회에서 1953년 정부전복음모사건 특별조사위원회 위원장과 국회 농림위원회 위원으로 활동했다. 1954년 5월 제3대 총선에 연기에서 무소속으로 재출마하였으나 낙선했다. 이후 변호사사무실을 개소하였고, 그해 11월 김도진, 하응모 등과 함께 제일생명보험회사 창립발기인으로 참여, 1954년 12월 6일 제일생명보험주식회사 창립총회에서 사장에 선출 되었다. 그러나 재정난으로 1955년 7월 심문(沈文)에게 회사를 매각하였다. 국제연합한국협회 이사에도 위촉되었다.
1955년 11월 민주당에 입당하고 반자유당 운동에 참여하였다.
1955년 11월 7일부터 1958년 2월 9일까지는 전주이씨 대동종약원의 이사장을 역임했다. 1957년 7월 조선유도회총본부 부위원장에 선출되었다.
1960년 대한민국 제5대 총선에서는 민주당 소속으로 참의원에 당선되었다. 5대 국회에서는 참의원 지방자치법 개정법률안 심사특별위원회 위원장으로 활동했다. 그러나 참의원 재직 중이던 1961년 5월 16일 5.16 군사 정변이 일어나고 국회가 해산되면서 물러났다. 이후 사회단체 활동을 했으며 대한변호사협회 회장, 대한적십자사 서울지사장, 유도회(儒道會) 부회장과 회장 등에 선임되었다. 1964년 국내 도서관 설립, 운영에 기여한 공로로 도서관협회로부터 표창장을 수여받았다. 당시 그는 인터뷰에서 도서관 시설에 투자하지 않는 한국의 정치풍토를 염려하였다.
1945년을 전후하여 서울특별시 종로구 원서동 99번지에서 거주하다가, 만년에는 성북구 정릉4동 403-22번지로 이사하였다. 1976년 9월 3일 저녁 8시 15분경 서울특별시 성북구 정릉4동 403-22번지 자택에서 병으로 사망했다.

### 사후
경기도 양주시 장흥면 일영리 33-1번지의 신세계공원묘지에 안장되었다.
2002년 발표된 친일파 708인 명단의 조선총독부 사무관 부문과 2008년 공개된 민족문제연구소의 친일인명사전 수록예정자 명단의 관료 부문에 포함되어 있다.

## 연보
- 일본 교토제국대학 법과 졸업
- 조선총독부 식산국 사무관
- 황해도 산업과장
- 경성부 부부윤(1945년 8월~10월)
- 양주경찰서장 (1945년 9월~10월)
- 1945년 ~ 1946년 : 서울시장
- 서울변호사협회 회장
- 한국법학회 회장
- 유도회 부위원장
- 제일생명보험주식회사 사장
- 국제연합 한국협회 이사

## 수상 경력
- 1964년 4월 한국도서관협회 제1회 도서관주간 표창장

## 가족 관계
- 부인 : 김은엽(金銀燁, 1908년 ~ ?)
- 아들: 이광종 이규종

## 역대 선거 결과
|  | 0% |

|  | 21.62% |

|  | 15.92% |

## 참고 자료
- 이범승 - 대한민국헌정회
- 이범승(李範昇) - 한국학중앙연구원
- “初代서울市長 李範昇씨” (PDF). 경향신문. 1976년 9월 4일. 7면면. 2016년 3월 6일에 원본 문서 (PDF)에서 보존된 문서. 2008년 3월 29일에 확인함.
- 근대 한국도서관계의 선구자 이범승(李範昇)선생
- 일제 강점기에 경성도서관을 설립한 이범승
- 박상균, <도서관학만 아는 사람은 도서관학도 모른다>(한국디지털도서관포럼, 2004)

| 전임 (조선총독부 경성부 부부윤)쓰지 게이고 | 제1대 경성부 부부윤 1945년 8월 15일 ~ 1945년 10월 24일 | 후임 김창영 |

| 전임 자니스 S. 킬러프 (미군정 경성부윤) 김창영 (경성부윤대리) | 제3대 경성부윤 1945년 10월 25일 ~ 1946년 5월 9일 | 후임 김형민 |